# Solvorn

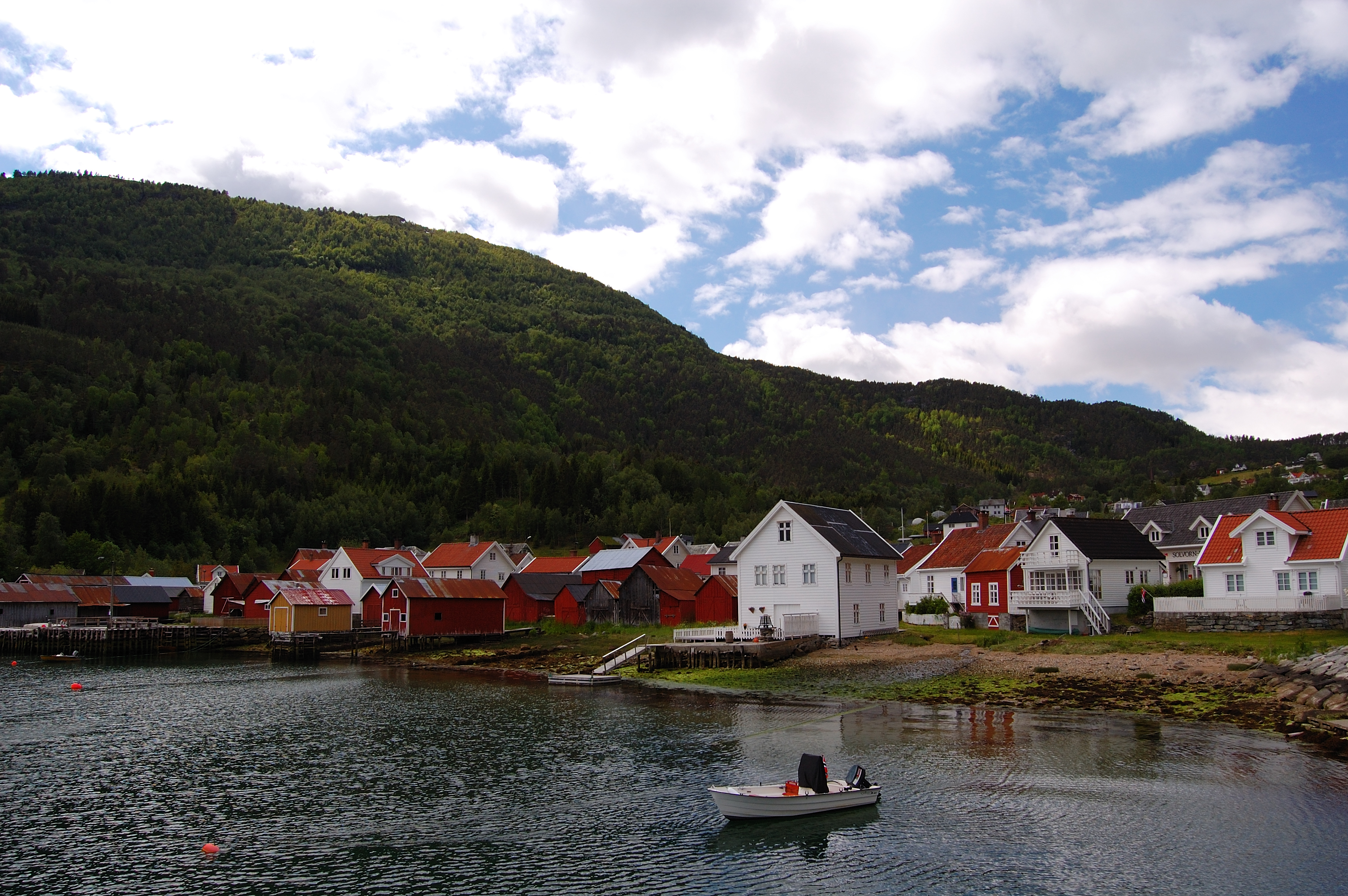
Solvorn, 2009

Solvorn ist ein Ort in der Gemeinde Luster in der Provinz Vestland in Norwegen. Er liegt auf der Westseite des Lustrafjords gegenüber Ornes.
Der Ort zählte bei der Volkszählung 2001 209 Einwohner. Solvorn ist bekannt für die Kirche Solvorn, die Waldemar Hansteen entworfen hat. Als weitere Sehenswürdigkeit gilt das Walaker Hotel. Die zwei Gebäude, die zum Hotel gehören, sind über dreihundert Jahre alt und die Zimmer sind immer noch in ihrer ursprünglichen Form gehalten und die Ausstattung aus dieser Zeit.

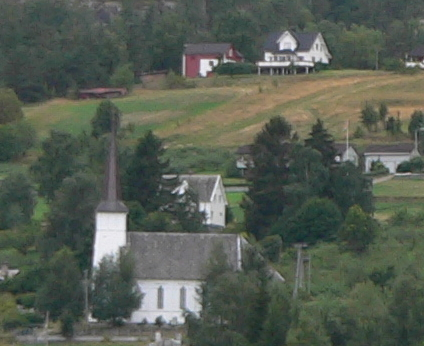
Die Kirche von Waldemar Hansteen
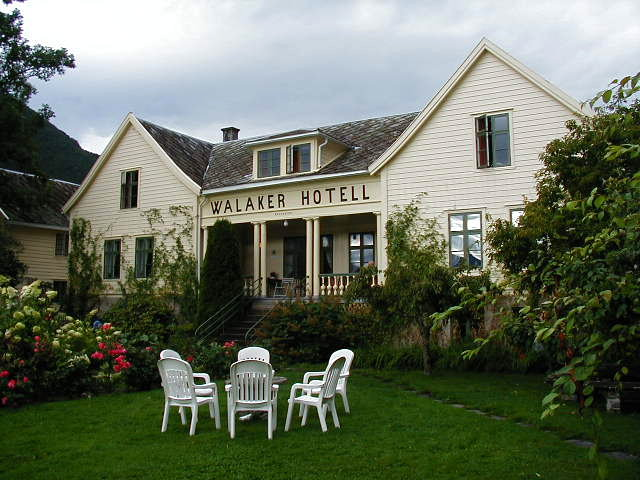
Das Walaker Hotel
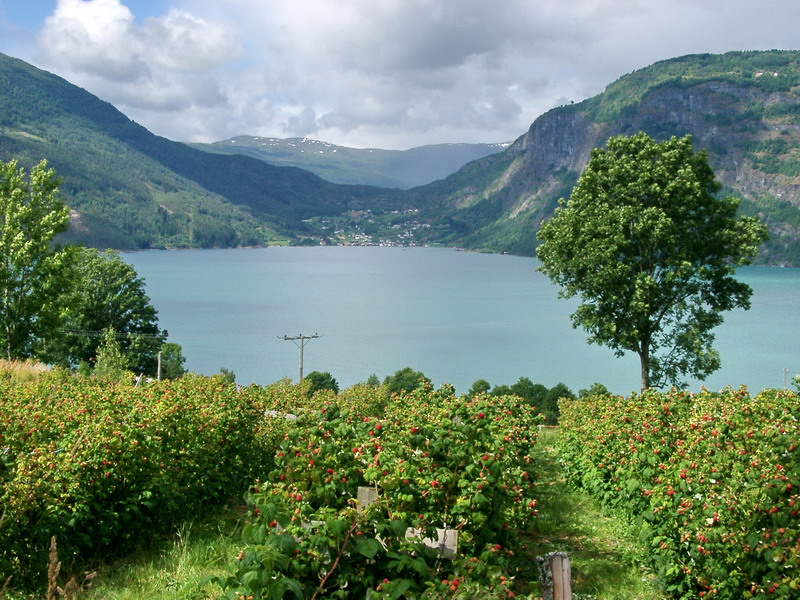
Blick von Ornes nach Solvorn